# Royaume de Galuh
669–1482
Entités précédentes :
- Royaume de Tarumanagara

Entités suivantes :
- Royaume de Sunda

Le Royaume de Galuh (parfois appelé royaume de Kawali) était un royaume javanais situé sur le Java occidental et en partie dans le Java central (actuel kabupaten de Banyumas).
Il a été fondé à la suite du morcellement du royaume de Tarumanagara envahi par Sriwijaya. Il est traditionnellement associé à la culture Priangan, autour des fleuves Citanduy et Cimanuk, s'étendant jusqu'au fleuve Citarum à l'ouest et aux fleuves Pamali et Serayu à l'est. Sa capitale était Kawali sur laquelle s'étend aujourd'hui la ville de Ciamis. Le mot galuh en vieux soundanais et vieux javanais signifie « diamant » ou « pierre précieuse ».

## Histoire
La plupart de la connaissance de ce royaume nous est parvenu par la tradition orale soundanaise, Pantun Sunda. La légende de Ciung Wanara s'y déroule. Parmi les textes historiques évoquant Galuh, on peut citer les manuscrits Carita Parahyangan et Wangsakerta. Il existe également une inscription trouvée dans les ruines de Kawali, l'inscription d'Astana Gede qui évoque le royaume. D'après ces sources, on suppose que le royaume de Galuh était hindouiste et qu'il existait à la même période que l'ancien royaume de Mataram.
D'après le Wangsakerta, Galuh était vassal du royaume de Tarumanagara. Après la chute de ce royaume à la suite d'une invasion de Sriwijaya, la dynastie des Wretikandayun de Galuh, sépara son royaume de celui de Sunda à l'ouest. Cela fut accepté car le prince héritier de Galuh était le gendre de la reine Shima du royaume de Kalingga, un puissant royaume du Java central qui, par conséquent, les soutenait.
Galuh fut adossé à nouveau à Sunda au Xe siècle. Les deux royaumes formaient alors le Royaume-Uni de Sunda et Galuh. La cour était basée à Kawali jusqu'à ce que Sri Baduga Maharaja la déplaça à Pakuan Pajajaran au XVe siècle ce qui marqua l'absorption définitive de Galuh.

## Héritage culturel
Le temple de Cangkuang situé à Leles, dans le kabupaten de Garut, a été construit à l'époque du royaume de Galuh. Il s'agit du seul temple hindouiste reconstruit dans le Java occidental.
Des vestiges du royaume de Galuh peuvent être observés à l'est de Ciamis.